# Córdoba (Veracruz)
Córdoba is een stad in Veracruz in Mexico. Córdoba heeft 136.237 inwoners (census 2005) en is de hoofdstad van de gemeente Córdoba.
De stad is de zetel van het rooms-katholieke bisdom Córdoba.

## Geschiedenis
De stad werd gesticht in 1617 en werd genoemd naar Diego Fernández de Córdoba. In augustus 1821 tekenden Agustín de Iturbide en de Spaanse vicekoning Juan de O'Donojú hier het Verdrag van Córdoba, dat het Plan van Iguala en daarmee de onafhankelijkheid van Mexico ratificeerde.
In 1973 werd de stad zwaar beschadigd door een aardbeving.

## Economie
Belangrijke industrieën zijn suiker- en koffieverwerking. Bovendien is Córdoba een belangrijke plaats voor het verwerken en verhandelen van tropische vruchten. Een andere inkomstenbron is het toerisme.

## Geboren
- Miguel Layún (1988), voetballer
- José Abella (1994), voetballer